# Romualdo Marenco

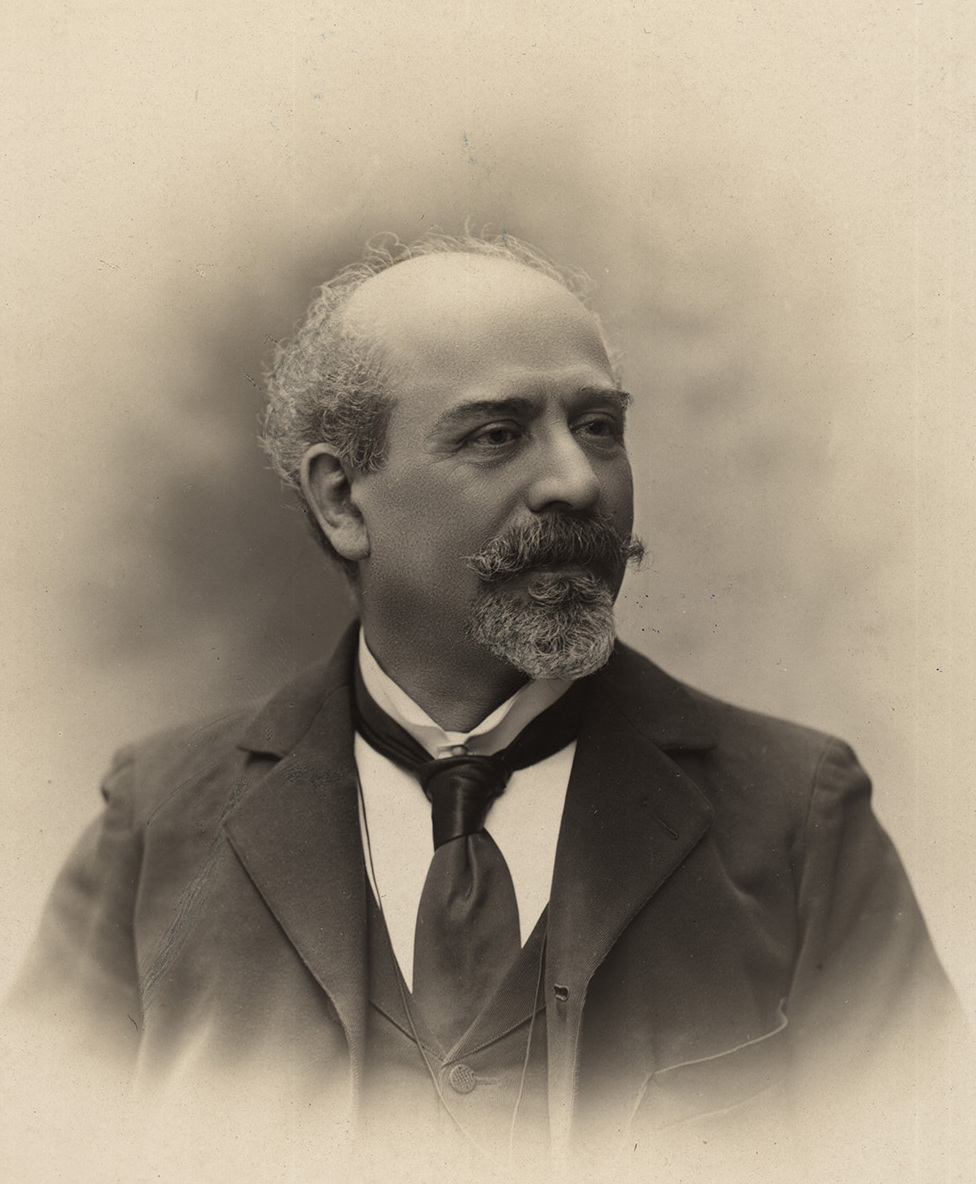
Romualdo Marenco

Romualdo Giovanni Battista Marenco (Novi Ligure, 1 maart 1841 – Milaan, 9 oktober 1907) was een Italiaans componist, dirigent, violist en fagottist.
In zijn geboortestad Novi Ligure is er een jaarlijkse compositieconcours naar hem vernoemd, de Concorso Internazionale di Composizione "Romualdo Marenco", die in 2012 in de 10e editie ging.

## Levensloop
Hij was het zevende van acht kinderen van het echtpaar Giacomo Marenco en Maria Mottiero. Zijn tweede oudste broer Giacomo Francesco speelde trombone, de zus Luigia was operazangeres (sopraan) aan het Teatro Regio in Turijn en zijn jongere broer Tomaso was cellist in het orkest van het Teatro alla Scala in Milaan.
Marenco kreeg zijn eerste muzieklessen van V. Bozzolo en Pasquale Piacenza. Op twaalfjarige leeftijd werd hij violist in het orkest Carlo Alberto in zijn geboortestad Novi Ligure. Later werd hij fagottist in het orkest van het Teatro Andrea Doria in Genua, slagwerker (paukenist) in het orkest van het Teatro Apollo en vervolgens violist in het orkest van het Teatro Carlo Felice eveneens in Genua. In deze tijd studeerde hij privé bij Emilio Taddei muziektheorie, contrapunt en compositie. Verder was hij autodidact en studeerde naar de methodes van Fedele Fenaroli en Stanislao Mattei.
In september 1860 ging zijn ballet Niccolò de Lapi, ovvero Firenze ai tempi dell'assedio in het Nationale theater in Florence in première. Het was een succes en zo kon het tweede ballet Lo sbarco dei garibaldini in Sicilia (De landing van Garibaldi in Sicilië) kort erna volgen, maar dat werd voor de uitvoering in Genua, in het volgende jaar, hernoemd in Sbarco dei Garibaldini a Marsala e la presa di Palermo (De landing van Garibaldi in Marsala en de verovering van Palermo). In 1862 presenteerde hij in Rome zijn ballet Edelina, dat vervolgens ook in Genua en Milaan uitgevoerd werd. Het ballet Il Balilla, dat gewijd was aan de patriottische Risorgimento, ging in 1864 in Genua in première.
In het gevolg van een meningsverschil met de componist Serafino De Ferrari verhuisde hij in 1865 naar Milaan. Aldaar werd hij violist in het orkest van het Teatro della Canobbiana. Aan de gravin Clara Maffei Spinelli, die als echtgenote van de dichter en librettist Andrea Maffei wederom bevriend was met Giuseppe Verdi, droeg hij het werk Rimembranze dei colli di Lecco op. In het midden van de jaren 1860 reisde hij samen met de collega Giovanni Bottesini naar Brussel en herhaaldelijk naar Parijs. Hij werd in 1867 1e violist in het orkest van het Mhaim Naum theater in Istanboel, dat destijds onder leiding stond van Giuseppe Donizetti, een oudere broer van Gaetano Donizetti met de bijnaam "Pasha"; de muzikale directeur van de Sultan. Nog voor het vertrek naar Istanboel vertrouwde hij zijn balletten Nephte en Armida de choreograaf Ferdinando Pratesi aan. Beide werden gedurende zijn verblijf in Istanboel in Milaan uitgevoerd. In 1869 kwam Marenco naar Italië terug.
Na zijn terugkomst dirigeerde hij in het Teatro Riccardi in Bergamo de opera I Lombardi alla prima crociata van Giuseppe Verdi alsook La Favorita (L'ange de Nisida) van Gaetano Donizetti. Na het schrijven van een symfonie kreeg hij een baan als directeur van de ballet compagnie aan het Teatro Fossati.
Muzikaal werd het ballet Bianca di Nevers, dat in 1870 in Florence in première ging, een groot succes. In 1872 werd het door het Teatro alla Scala in Milaan gekozen voor de opening van de Tentoonstelling van Schone Kunsten en bijgewoond werd door koning Victor Emanuel II van Italië. Nog in hetzelfde jaar werd hij aangeroepen door Franco Faccio om violist in het orkest en voor zeven jaar directeur van de ballet compagnie  aan het Teatro alla Scala te worden. In 1874 gaat in het Teatro Piontelli in Lodi zijn eerste opera Lorenzino de' Medici in première.
Op 11 januari 1881 beleefde hij naar de première van zijn ballet Excelsior in het Teatro alla Scala in Milaan tijdens de Nationale Tentoonstelling een overweldigend succes, zozeer dat hij in de volgende zomer door de koning Umberto I van Italië – samen met de choreograaf Luigi Manzotti – als "Cavalieri" werd onderscheiden. Binnen een paar maanden werd Excelsior in New York, Berlijn, Parijs, Londen, Wenen, Madrid, Buenos Aires Sint Petersburg en San Francisco uitgevoerd en beleefd overal groot succes en werd in de eerste negen maanden, na de première rond 100 keer uitgevoerd en stond ook 2002 nog op het programma in Milaan. Het is een waardering voor de wetenschappelijke en industriële ontwikkeling in de 19e eeuw, vanaf het elektrische licht tot telegrafie, de stoommachine en de Suezkanaal; het besef van het Futurisme. Het ballet Excelsior (1881), Amor (1886) en Sport (1897) belden een trilogie.
Van 1898 tot 1906 was hij in Lugano en werkte als leraar voor piano en viool.

## Composities

### Werken voor orkest
- rond 1860 Symfonie nr. 1 (verloren gegaan)
- rond 1860 Symfonie nr. 2 (verloren gegaan)
- 1880 Sirene dell'arte, polka-mazurka
- 1881 Sulle rive del Weser, mazurka
- 1886 Il Parnaso – wals uit het ballet "Armor"
- 1888 Cagnammo core, canzonetta napolitana voor kamerorkest
- 1891 Pizzicato nuovo, voor kamerorkest
- 1897 Gran marcia finale dello "Sport" – dal ballo
- Charitas, wals
- Cuscini volanti, galop voor kamerorkest
- Ballabili per orchestra
  1. Al genio di Giuseppe Strauss, wals
  2. Amor sublime
  3. Rosetta, mazurka
  4. Je rêve mon pays, mazurka
  5. Non voglio marito, polka
  6. Bella Elvezia
  7. Note al vento
  8. Scintille roventi, galop
  9. Parola d’ordine
- Les Caprices

### Werken voor banda (harmonieorkest) of fanfareorkest
- 1880 Alla Città di Torino, grote triomfmars voor de nationale tentoonstelling 1880
- 1881 Passeggiata notturna, mars voor fanfareorkest
- 1890 Generale Carenzi, mars
- 1900 Il Canto dei Cooperatori, hymne voor driestemmig gemengd koor (S,T,B) en banda – tekst: Giovanni Bertacchi
- 1902 Poutpouri nel ballo "Excelsior"
- Alsacienne, mazurka
- Ballet music uit het ballet "Excelsior" – bewerkt door Giuseppe Creatore
- Colori Baelz, mars
- Fibre femminili, mazurka
- I soggiogati, polka
- Idee vaganti, mazurka
- Parola d'ordine, mars
- Salve o rupe, populaire hymne (niet compleet)
- Sinfonia originale per banda
- Suite uit het ballet "Excelsior"

### Muziektheater

#### Opera's
| Voltooid in | titel               | aktes                  | première                                           | libretto                                         |
| ----------- | ------------------- | ---------------------- | -------------------------------------------------- | ------------------------------------------------ |
| 1874        | Lorenzio de' Medici | 4 bedrijven            | 1 december 1874 Lodi, Teatro Piontelli             | Giuseppe Perosio                                 |
| 1880        | I Moncada           | 4 bedrijven            | 16 oktober 1880, Milaan, Teatro Dal Verme          | Fulvio Fulgonio                                  |
| 1907        | Federico Struensée  | Proloog en 3 bedrijven | 7 november 1908, Novi Ligure, Teatro Carlo Alberto | van de componist naar het drama van Michael Beer |

#### Operettes
| Voltooid in | titel                                                                      | aktes       | première                                                                       | libretto                                                            |
| ----------- | -------------------------------------------------------------------------- | ----------- | ------------------------------------------------------------------------------ | ------------------------------------------------------------------- |
| 1884        | Le Diablo au corps; ook: Berta 2e (Italiaanse) versie: Il Diavolo in Corpo | 3 bedrijven | 19 december 1884, Parijs, Théâtre des Bouffes Parisiens; 2e versie: 1905, Rome | Ernest Blum en Raoul Toché; Italiaanse vertaling: Enrico Golisciani |
| 1890        | La Capitaine Charlotte                                                     |             | 1890, Parijs                                                                   |                                                                     |
| 1896        | Strategia d'amore                                                          | 2 bedrijven | 20 juli 1896, Milaan, Teatro Eden                                              | Cesare Alberto Blengini                                             |
| 1896        | La Figlia di Boby                                                          | 4 aktes     | 1896, Milaan                                                                   | Giovanni Pratesi                                                    |
| 1896        | Dolores                                                                    | 3 bedrijven | 1896, Milaan                                                                   | Giovanni Patresi                                                    |
| 1899        | I Piccoli Viaggiatori                                                      | 1 akte      | 1899, Lugano                                                                   | R. Ramati                                                           |
| 1900        | The Regatta Girl                                                           |             | 1900, New York                                                                 |                                                                     |

#### Balletten
| Voltooid in                     | titel | aktes                                          | première                                                                                       | libretto                   | choreografie                                  |
| ------------------------------- | --- | ---------------------------------------------- | ---------------------------------------------------------------------------------------------- | -------------------------- | --------------------------------------------- |
| 1860                            | Niccolò de' Lapi ovvero Firenze ai Tempi dell'assedio; ook: Niccolò de Lapi, ossia, Firenze a tempo dell'assedio | 6 scènes                                       | 1860, Florence, Teatro nazionale                                                               |                            | Cesare Cecchetti                              |
| 1e versie: 1860 2e versie: 1862 | Lo sbarco dei garibaldini in Sicilia; 2e versie: Lo sbarco di Garibaldi a Marsala e la presa di Palermo          |                                                | 1860, Florence; 2e versie: 1862, Genua, Teatro Andrea Doria                                    |                            |                                               |
| 1862                            | Edelina |                                                | 1862, Rome                                                                                     |                            |                                               |
| 1863                            | Il Balilla |                                                | 1863, Genua                                                                                    |                            |                                               |
| 1867                            | Il Corsaro |                                                | 1867, Siena                                                                                    |                            |                                               |
| 1867                            | Nephte; ook: Nefte                                                                                               |                                                | 1867, Milaan                                                                                   |                            | P. Borri                                      |
| 1868                            | Armida; ook: Cleofe                                                                                              | 4 aktes, 6 scènes                              | 1868, Milaan, Teatro Ciniselli                                                                 |                            | Ferdinando Pratesi                            |
| 1869                            | Esmeralda |                                                | 1869, Istanboel, Teatro Naum                                                                   |                            | Cesare Pugni                                  |
| 1869                            | Giuditta |                                                | 1869, Florence, Teatro Nazionale                                                               |                            |                                               |
| 1870                            | Amore e Arte; samen met: G. Strigelli                                                                            | 3 aktes, 5 taferelen                           | 28 februari, 1870, Milaan, Teatro alla Scala                                                   |                            | Antonio Pallerini                             |
| 1870                            | Emma Florians alla corte del Portogallo                                                                          |                                                | 1870, Rome                                                                                     |                            |                                               |
| 1870                            | Flora, la regina dei Fiori                                                                                       |                                                | 1870, Florence                                                                                 |                            |                                               |
| 1870                            | Bianca di Nevers                                                                                                 | Proloog in 2 scènes, 5 aktes                   | 1870, Florence                                                                                 |                            | Ferdinando Pratesi                            |
| 1870                            | La danzatrice (onvoltooid)                                                                                       |                                                | 1870, Florence                                                                                 |                            | Giovanni Patresi                              |
| 1872; 2e versie: 1879           | I sette peccati capitali; 2e versie: Ric-a-Rac ovvero I sette peccati capitali                                   | 7 taferelen; 2e versie: proloog en 8 taferelen | 26 december 1872, Milaan, Teatro alla Scala; 2e versie: 1879, Turijn, Teatro Alfieri di Torino |                            | Antonio Pallerini; 2e versie: Cesare Smeraldi |
| 1872                            | Farfallina | 7 scènes                                       | 26 december 1872, Milaan, Teatro alla Scala                                                    |                            | Antonio Pallerini                             |
| 1874                            | La Tentazione; ook: Ermanzia                                                                                     | 7 scènes                                       | 8 januari 1874, Milaan, Teatro alla Scala; 12 februari 1876, Turijn, Teatro Regio di Torino    |                            | Ferdinando Pratesi                            |
| 1874                            | Giuditta, samen met: Carlo Rossi                                                                                 | 6 aktes, 7 scènes                              | herfst 1874, Turijn, Teatro Vittorio Emanuele                                                  |                            | Ferdinando Pratesi                            |
| 1877                            | Sieba o La spada di Wodan                                                                                        | 7 aktes, 9 taferelen                           | 8 januari 1878, Turijn, Teatro Regio di Torino                                                 |                            | Luigi Manzotti                                |
| 1878                            | Day-Sin | Proloog en 7 taferelen                         | 15 februari 1879, Bologna, Teatro Comunale                                                     |                            | Ferdinando Pratesi                            |
| 1878                            | L'astro degli Afghan                                                                                             | 3 aktes, 9 taferelen                           | 4 januari 1879, Turijn, Teatro Regio di Torino                                                 |                            | Ferdinando Pratesi                            |
| 1880                            | Delial | 6 aktes, 7 scènes                              | Carnaval 1880, Milaan, Teatro alla Scala                                                       |                            | Antonio Pallerini                             |
| 1880-1881                       | Excelsior | 2 aktes, 6 taferelen, 11 scènes                | 11 januari 1881, Milaan, Teatro alla Scala                                                     |                            | Luigi Manzotti                                |
| 1881                            | Daï-Natha | 2 aktes, 10 taferelen                          | 23 februari 1881, Turijn, Teatro Regio di Torino                                               |                            | Cesare Marzagore                              |
| 1881                            | Vittorio Amedeo II                                                                                               |                                                | 1881, Milaan, Arena Civica                                                                     |                            |                                               |
| 1881                            | Vera | 7 taferelen                                    | 1881, Milaan, Teatro alla Scala                                                                |                            | Giuseppe Felter                               |
| 1882                            | Flik e Flok, (auteurschap is twijfelachtig) samen met: Peter Ludwig Hertel                                       | 2 aktes, 7 taferelen                           | 26 december 1883, Milaan, Teatro alla Scala                                                    |                            | Paolo Taglioni                                |
| 1882                            | La Sirena | 8 taferelen                                    | 1882, Milaan                                                                                   |                            | Giuseppe Felter                               |
| 1884                            | Metempsicosis | 12 taferelen                                   | 16 maart 1884, Turijn, Teatro Regio di Torino                                                  | Giovanni Innocenzo Armandi | Cesare Smeraldi                               |
| 1886                            | Amor | 2 aktes, 16 taferelen                          | 17 februari 1886, Milaan, Teatro alla Scala                                                    |                            | Luigi Manzotti                                |
| 1886                            | Rolla |                                                | 1886, Napels                                                                                   |                            |                                               |
| 1886                            | Lagardére |                                                | 1886, New York                                                                                 |                            |                                               |
| 1887-1888                       | Annibale | Proloog en 9 taferelen                         | Carnaval 1888, Milaan, Teatro Dal Verme                                                        | Ferdinando Fontana         | Giovanni Pogna                                |
| 1887                            | Teodora | 2 aktes, 7 taferelen                           | Carnaval – vastentijd, 1888 Napels, Teatro San Carlo                                           |                            | Raffaele Grassi                               |
| 1891                            | Haydee | 9 taferelen                                    | 1904, Milaan                                                                                   |                            | Giuseppe Polozzi                              |
| 1891                            | Zarica |                                                |                                                                                                |                            |                                               |
| 1896-1897                       | Sport | 8 taferelen                                    | 10 februari 1897, Milaan, Teatro alla Scala                                                    |                            | Luigi Manzotti                                |
| 1903                            | Bacco e Gambrinus                                                                                                | 6 scènes                                       | 14 januari 1904, Milaan, Teatro alla Scala                                                     |                            | Giovanni Patresi                              |
| 1905                            | Luce |                                                | 25 februari 1905, Milaan, Teatro alla Scala                                                    |                            | Giovanni Patresi                              |
|                                 | Madre e figlia (onvoltooid)                                                                                      |                                                |                                                                                                |                            |                                               |

### Vocale muziek

#### Hymnes
- 1906 Inno al Sempione, voor tweestemmig koor a capella – tekst: M. Mori
- Inno dell'amnistia, hymne voor 2 zangstemmen en piano – tekst: Ferdinando Fontana

#### Liederen
- Baltassar di Heinrich Heine, voor bariton en orkest
- Quanto era bella, romance voor zangstem en piano

### Kamermuziek
- 1890 Nozze d’oro, andante voor hobo, fagot en strijkkwartet

### Werken voor piano
- 1881 Sur les rives du Weser, mazurka
- 1883 4 Ballabili
- 1883 Les Honneurs Militaires, mars
- 1883 Quattro Danze
- 1883 Une Douce Parole, mazurka
- 1887 Charitas, wals
- 1890 Generale Carenzi, mars
- ca. 1900 Auxilium ex alto, wals
- 1900 In guardia!, galop
- Danza degli automi, mazurka
- Marche espagnole et Bolero
- Marcia dei ginnasti
- Promessa, mazurka
- Rimembranze di Boscomarengo, mazurka